# FS3 Folk Songs 3
Albums de la série Folk Songs
Folk Songs 2
(2002) FS4 Folk Songs 4
(2003)
Albums par Maki Gotō
Makking Gold 1
(2003)
Albums par Miki Fujimoto
Miki 1
(2003)
FS3 Folk Songs 3 ou Folk Songs 3 est un album de reprises de chansons de genre folk, attribué en commun à Yūko Nakazawa, Maki Gotō, et Miki Fujimoto.

## Présentation
L'album sort le 23 octobre 2002 au Japon sous le label Piccolo Town, dans le cadre du Hello! Project. Il atteint la 17e place du classement de l'Oricon, et reste classé pendant deux semaines.
Il contient quinze reprises de chansons de genre folk de divers artistes japonais de diverses époques, ré-interprétées sur l'album en solo, en duo ou en trio par trois chanteuses solistes du Hello! Project : Yūko Nakazawa sur sept des titres, ex-membre du groupe Morning Musume, qui avait déjà participé à deux albums similaires sortis dans les onze mois précédents, Folk Songs et Folk Songs 2 ; Maki Gotō sur huit des titres, qui venait elle aussi de quitter Morning Musume ; et la nouvelle Miki Fujimoto sur sept des titres, qui allait rejoindre ce même groupe l'année suivante. Le chanteur Gen Takayama participe aussi à un des titres, en duo avec Gotō.
Une vidéo d'un concert des trois chanteuses interprétant sur scène les titres de l'album sortira quatre mois plus tard : Folk Songs 3 Live. Deux autres albums similaires sortiront durant les deux années suivantes, toujours interprétés par Yūko Nakazawa et divers artistes du H!P : FS4 Folk Songs 4, et FS5 Sotsugyō.

## Liste des titres
| 1.  | Sotsugyō Shashin (卒業写真)                               | Maki Gotō (original : Hi-Fi Set, puis Yumi Arai)  |  |
| 2.  | Hatsukoi (初恋)                                           | Yūko Nakazawa (original : Kōzō Murashita)         |  |
| 3.  | My Pure Lady (マイ・ピュア・レディ)                       | Miki Fujimoto (original : Ami Ozaki )             |  |
| 4.  | Kekkon Surutte Hontō Desu ka? (結婚するって本当ですか?)   | Nakazawa & Gotō (original : Da Capo)              |  |
| 5.  | Okuru Kotoba (贈る言葉)                                   | Miki Fujimoto (original : Kaientai)               |  |
| 6.  | Anata (あなた)                                            | Maki Gotō (original : Akiko Kosaka)               |  |
| 7.  | Kaerenai Futari (帰れない二人)                            | Yūko Nakazawa (original : Yōsui Inoue)            |  |
| 8.  | Dare mo Inai Umi (誰もいない海)                           | Gotō & Gen Takayama (original : Yasuko Ōki)       |  |
| 9.  | Seishun Jidai (青春時代)                                  | Nakazawa, Gotō, Fujimoto (Koichi Morita)          |  |
| 10. | Arashi (風)                                               | Nakazawa & Fujimoto (original : Norihiko Hashida) |  |
| 11. | Ame ga Sora Kara Fureba (雨が空から降れば)                | Maki Gotō (original : Rokumonsen)                 |  |
| 12. | Kekkon Shiyō yo (結婚しようよ)                            | Miki Fujimoto (original : Takuo Yoshida)          |  |
| 13. | Omoide Makura (思い出まくら)                              | Yūko Nakazawa (original : Kyōko Kosaka)           |  |
| 14. | Sanae-chan (さなえちゃん)                                 | Gotō & Fujimoto (original : Furuido)              |  |
| 15. | Ano Subarashii Ai wo Mō Ichido (あの素晴しい愛をもう一度) | Toutes (orig.: Kazuhito Katō & Osamu Kitayama)    |  |